# Gazfickók
A Gazfickók (eredeti cím: Villains) 2019-ben bemutatott amerikai horror-filmvígjáték, melynek forgatókönyvírója és rendezője Dan Berk és Robert Olsen. A főszerepben Bill Skarsgård, Maika Monroe, Blake Baumgartner, Jeffrey Donovan és Kyra Sedgwick.
A film világpremierjét a South by Southwest tartotta 2019. március 9-én. Az Amerikai Egyesült Államokban 2019. szeptember 20-án adta ki a Gunpowder & Sky. Magyarországon DVD-n jelent meg szinkronizálva 2020-ban.

## Cselekmény
Jules és Mickey egy tolvajpáros, két amatőr bűnöző, akik betörnek egy félreeső külvárosi házba, ahol benzint akarnak találni, mert az autójuk leállt. A szadista háztulajdonosok a ház pincéjében láncra verve, koszosan és alultápláltan egy fiatal lányt tartanak fogva. Amikor váratlanul hazaérkeznek, mindent megtesznek, hogy a két betörőt is a házban tartsák.

## Szereplők
| Szerep       | Színész              | Magyar hang    |
| ------------ | -------------------- | -------------- |
| Mickey       | Bill Skarsgård       | Gacsal Ádám    |
| Jules        | Maika Monroe         | Pekár Adrienn  |
| Prüntyőke    | Blake Baumgartner    | Bak Julianna   |
| Gloria       | Kyra Sedgwick        | Götz Anna      |
| George       | Jeffrey Donovan      | Fekete Ernő    |
| Wells rendőr | Danny Johnson        | Jakab Csaba    |
| Nick         | Noah Robbins         | nem szólal meg |
| Sam          | Nikolas Kontomanolis | nem szólal meg |

## Fordítás
- Ez a szócikk részben vagy egészben  a   Malvagi című olasz Wikipédia-szócikk fordításán alapul.  Az eredeti cikk szerkesztőit annak laptörténete sorolja fel. Ez a jelzés csupán a megfogalmazás eredetét és a szerzői jogokat jelzi, nem szolgál a cikkben szereplő információk forrásmegjelöléseként.
- Ez a szócikk részben vagy egészben  a   Villains (Film) című német Wikipédia-szócikk fordításán alapul.  Az eredeti cikk szerkesztőit annak laptörténete sorolja fel. Ez a jelzés csupán a megfogalmazás eredetét és a szerzői jogokat jelzi, nem szolgál a cikkben szereplő információk forrásmegjelöléseként.